# Maritta Bauerschmidt
Maritta Bauerschmidt (23 marzo 1950) è un'ex ginnasta tedesca.

## Palmarès

### Olimpiadi
- 1 medaglia:
  - 1 bronzo (Città del Messico 1968 a squadre)